# Philautus kempii
Philautus kempii là một loài ếch thuộc họ Rhacophoridae.
Đây là loài đặc hữu của Ấn Độ.
Môi trường sống tự nhiên của chúng là rừng ẩm vùng đất thấp nhiệt đới hoặc cận nhiệt đới.